# Mouvement des miliciens
 (juin 2008).
Si vous disposez d'ouvrages ou d'articles de référence ou si vous connaissez des sites web de qualité traitant du thème abordé ici, merci de compléter l'article en donnant les références utiles à sa vérifiabilité et en les liant à la section « Notes et références ».
Aux États-Unis, le mouvement des miliciens (Militia movement en anglais) est une mouvance politique survivaliste, proche de l'anarchisme de droite ou du national-anarchisme, de tendance paramilitaire, qui est apparue dans les années 1980 dans un mouvement d'opposition à l'interdiction des armes à feu.

## Idéologie et importance
L'idéologie du mouvement repose sur les théories du complot, le militarisme et le constitutionnalisme. Les miliciens craignent la puissance d'un éventuel gouvernement mondial et s'organisent en groupes de résistants.
L'auteur de l'attentat d'Oklahoma City, perpétré en 1995 et qui causa la mort de 168 personnes, Timothy McVeigh, est un sympathisant du Mouvement des miliciens.
Entre 2009 et 2010, à la suite de l'élection de Barack Obama à la présidence des États-Unis, le nombre de ces mouvements a doublé pour atteindre un total de 330. Depuis, leur nombre a régressé et le Southern Poverty Law Center n'en recensait plus que 165 fin 2016.

### Média
- La Main droite du diable
- Bucksville
- Les Carnets de Turner
- Code Mercury